# Anselmo Polanco Fontecha

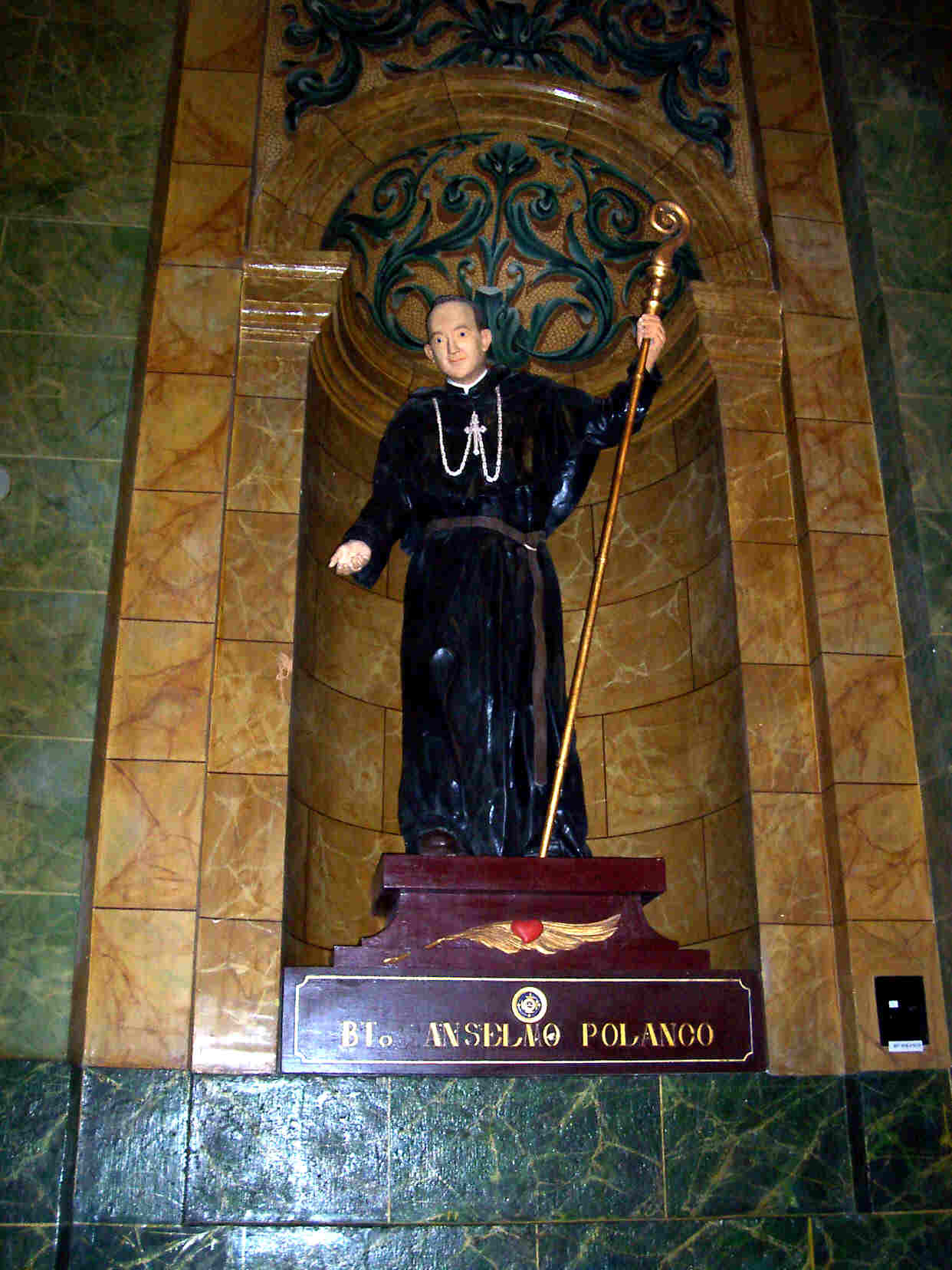
Talla als Filipins de Valladolid

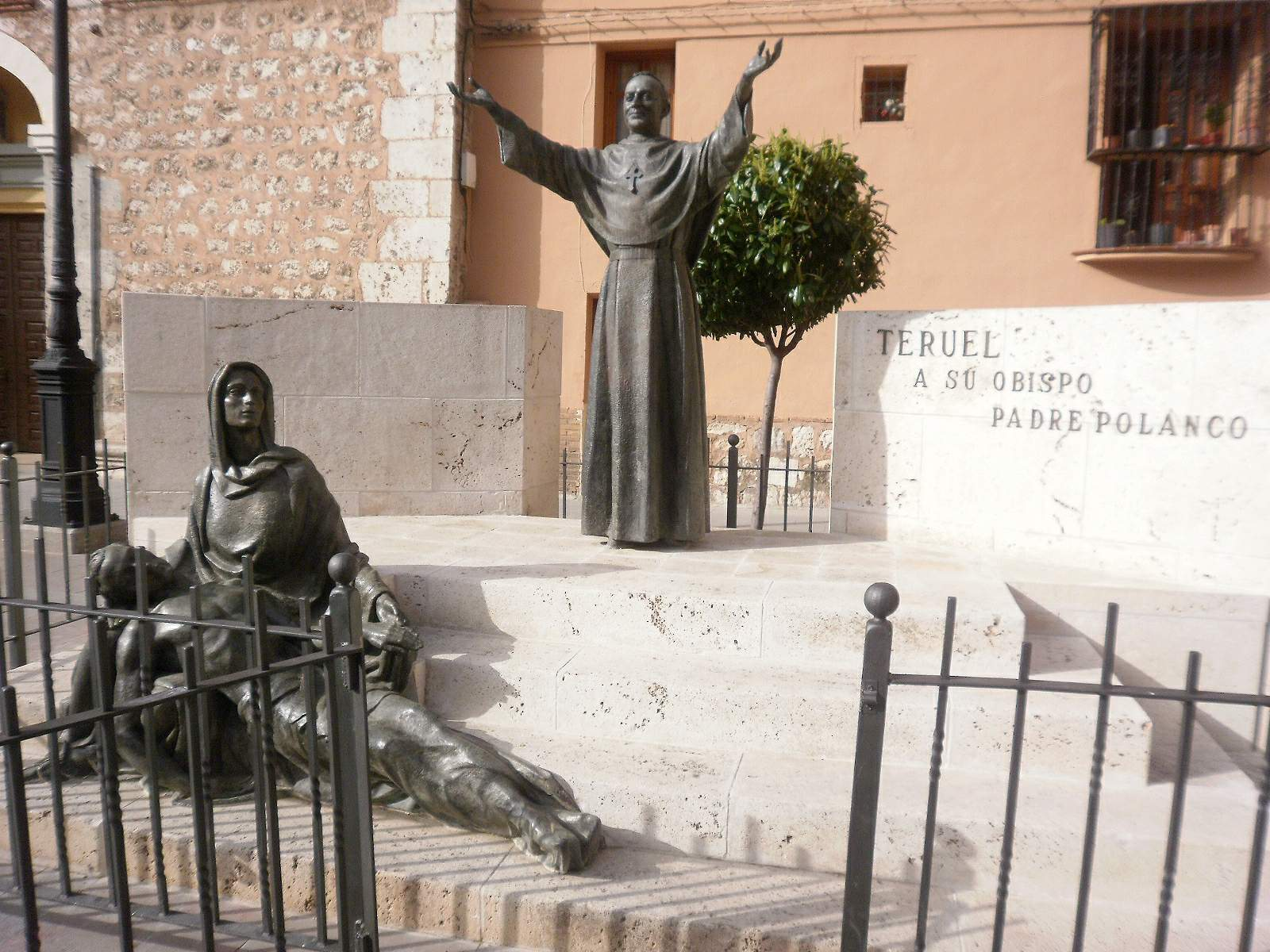
Monument a Terol

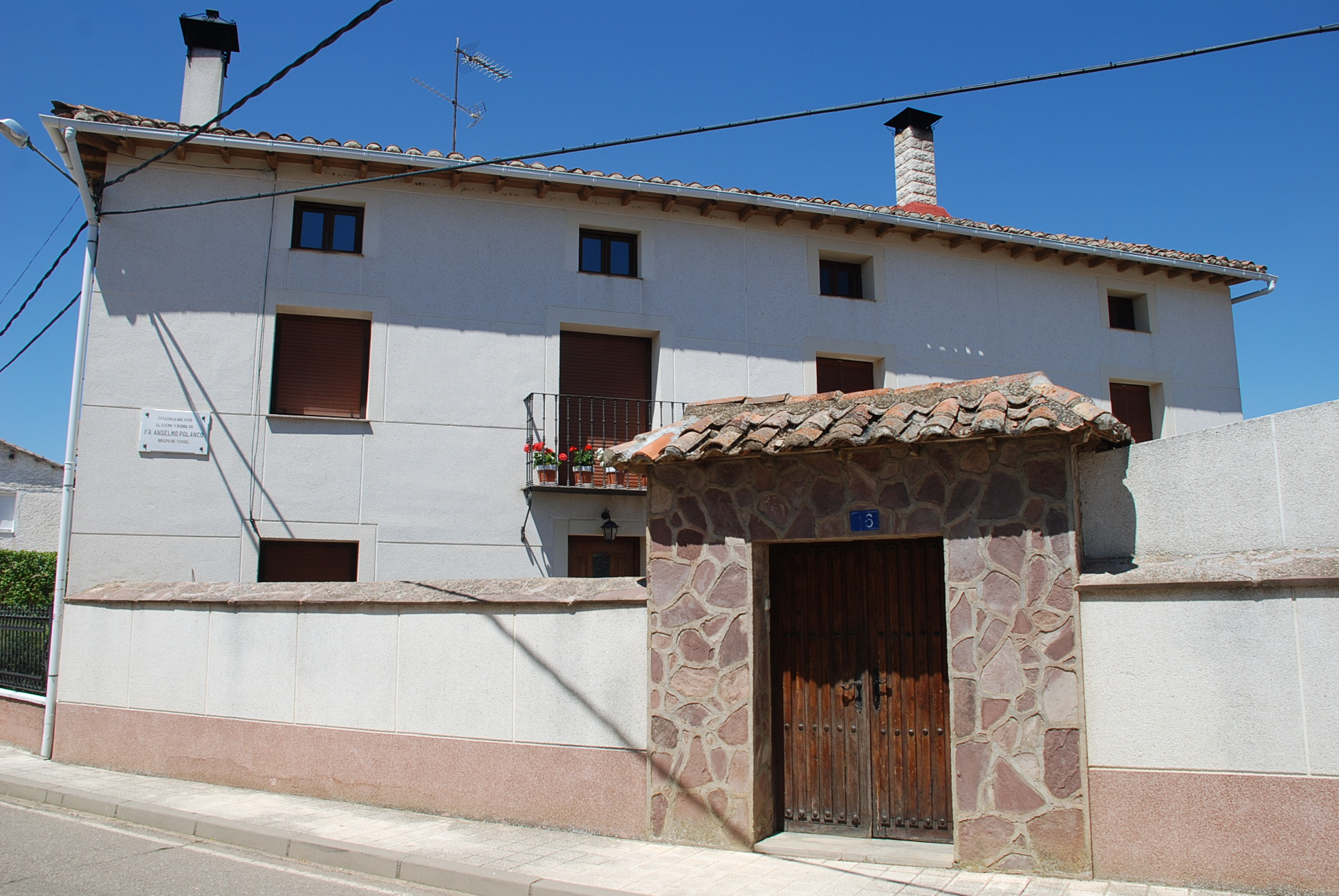
Casa natal del Pare Anselmo Polanco a Buenavista de Valdavia (Palència, Castella i Lleó).

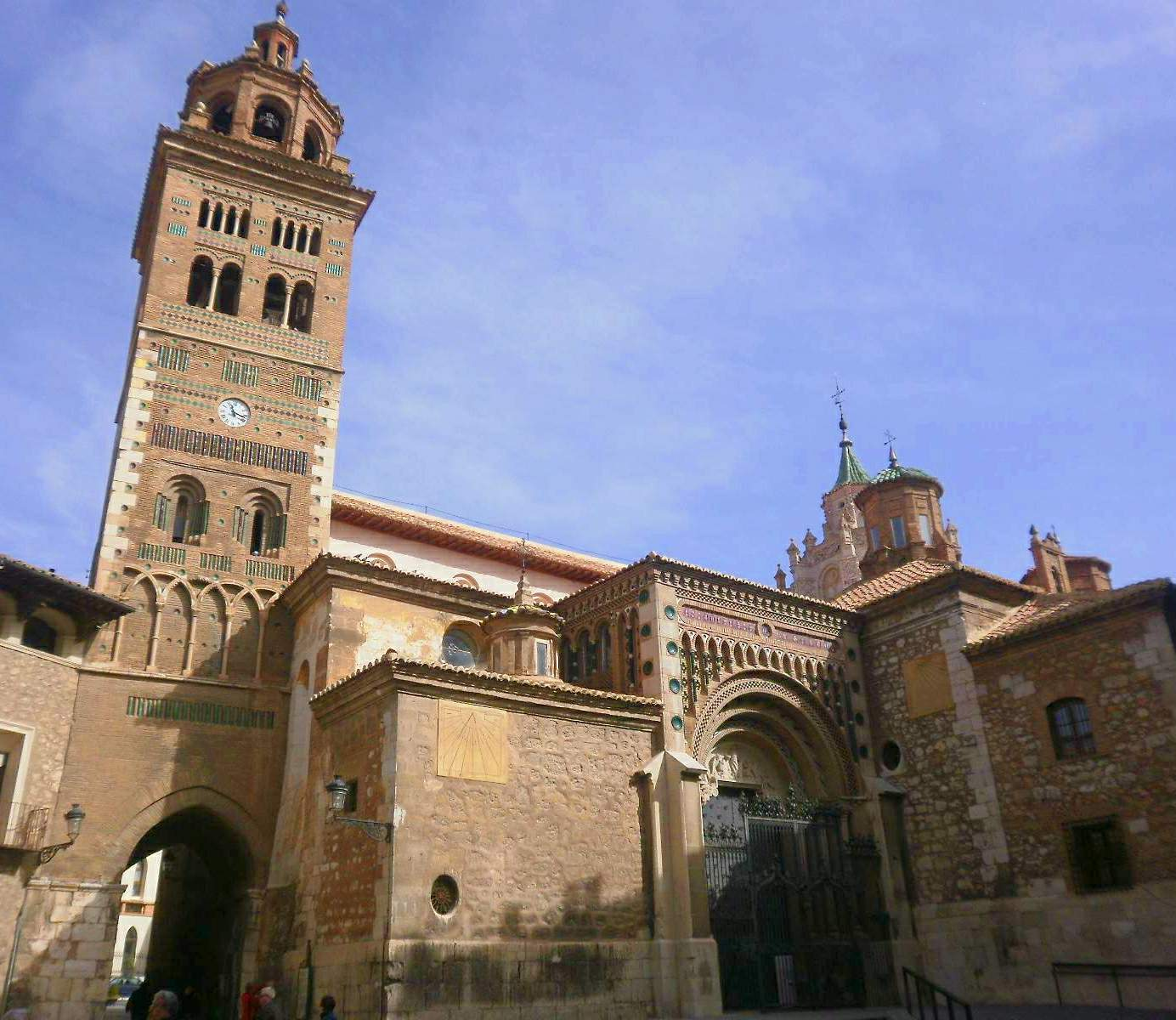

Anselmo Polanco Fontecha   (Buenavista de Valdavia, 16 d'abril de 1881 - Pont de Molins, 7 de febrer de 1939) va ser un clergue espanyol pertanyent a l'Orde de Sant Agustí, bisbe de Terol (1935-39), considerat màrtir i beat per l'Església Catòlica. Va ser un dels tretze bisbes assassinats a la zona republicana durant la Guerra Civil espanyola, víctima de la persecució religiosa.

## Biografia
Va ingressar com a novici al Convent dels Agustins Filipins de Valladolid als 15 anys. D'allà va passar al monestir de Santa María de la Viña (Burgos), on va ser ordenat sacerdot el 1904, dedicant-se a la docència des de 1907. El 1922 va ser nomenat rector del Real Col·legi Seminari de Valladolid, sent reelegit el 1926. En 1929 va ser nomenat definidor i, el 1932 provincial de l'orde, tasques que van obligar-lo a viatjar amb freqüència i per llargs períodes a les Filipines, Xina, Estats Units i Amèrica del Sud. El 1935 va ser nomenat bisbe de Terol, càrrec que exercia en produir-se la revolta militar contra el govern de la República.
Davant l'amenaça militar de les tropes republicanes sobre Terol, al març de 1937 va promulgar una pastoral que en certa manera va anticipar la Carta Col·lectiva de l'Episcopat espanyol als bisbes del món sencer, que també va signar al juliol d'aquell mateix any.
Tant el Seminari com el Palau Episcopal de la diòcesi terolenca van ser destruïts pels bombardejos de l'exèrcit republicà, per la qual cosa fra Anselmo es va aixoplugar al Monestir de Santa Clara. Allí va ser capturat el 8 de gener de 1938, l'endemà de rendir-se les forces rebels liderades pel coronel Domingo Rey d'Harcourt. El Ministre de Defensa republicà, Indalecio Prieto, desitjava que Polanco hagués estat traslladat amb escorta a la frontera Francesa i deixat en llibertat, però el govern republicà s'hi oposà per majoria i per tant, el bisbe i el Coronel d'Harcourt continuaren empresonats.
El bisbe i altres presoners foren traslladats al Penal de Sant Miquel dels Reis, a València, i d'allà a Barcelona, on foren reclosos al "Dipòsit per a presoners i evadits 19 de juliol", habilitat al Convent de les Serves de Maria, al carrer Enric Granados. Davant la imminent caiguda de Barcelona en mans de les tropes franquistes, el 23 de gener de 1939 els presos van ser evacuats a Can Taió (Santa Perpètua de Mogoda), i traslladats successivament a Campdevànol, Puigcerdà, Ripoll, Sant Joan de les Abadesses, Figueres i Can de Boach, a Pont de Molins.
El matí del 7 de febrer de 1939, 30 soldats manats pel comandant comunista Pedro Díaz, cap d'una columna de les tropes d'Enrique Líster, van segrestar a 14 d'aquests presos, entre ells al mateix bisbe de Terol, Felipe Ripoll, el seu vicari general, i el coronel Rey d'Harcourt; després de prendre la carretera de Les Escaules, es van detenir al quilòmetre i mig, molt prop del barranc Can Tretze, van obligar els presoners a pujar per la llera seca de la Muga, i allí mateix van ser afusellats. A continuació el piquet va repetir el procés amb uns altres 26 presoners. En el mateix lloc, el 1940, el Règim franquista va aixecar un monument amb la següent llegenda“Caminante: por aquí huyó la furia roja, dejando como huella de su paso cuarenta mártires (...) Piensa en ellos con una oración. 7-II-39”.
El cadàver mig cremat del bisbe no va mostrar restes de putrefacció, i a precs de les autoritats de Terol, les seves restes van ser traslladades a la capital de la seva diòcesi. El 2 de juliol de 1994, el Papa Joan Pau II, va declarar màrtir Anselmo Polanco, i fou beatificat l'1 d'octubre de 1995.